# Kaszpi-tengeri kis hering
A kaszpi-tengeri kis hering (Alosa caspia, korábban Caspialosa caspia) a sugarasúszójú halak (Actinopterygii) osztályának heringalakúak (Clupeiformes) rendjébe, ezen belül a heringfélék (Clupeidae) családjába tartozó faj.

## Előfordulása
A kaszpi-tengeri kis hering elterjedési területe a Kaszpi-tenger és a beleömlő folyók, különösen az északi oldalon. A déli részről 3 alfaja ismert: A. c. knipowitschi, A. c. persica és A. c. salina, amelyek nem vándorolnak, hanem a folyók deltájában ívnak. A Földközi-tengerből ugyancsak 3 alfajt írtak le, ezek a kopoltyútüskék kis számával (maximum 90-ig) különböznek: A. c. palaeostomi (Paleostom-tó, Nyugat-Kaukázus), A. c. nordmanni (a Fekete-tenger nyugati fele és a beleömlő folyók, például a Duna), A. c. tanaica (a Fekete-tenger keleti fele és folyói, például a Don).

## Alfajai
- Alosa caspia knipowitschi (Iljin, 1927) - Ázsia
- Alosa caspia persica (Iljin, 1927) - Ázsia
- Alosa caspia salina (Svetovidov, 1936)

## Megjelenése
A kaszpi-tengeri kis hering teste heringszerű, hasoldala erősen lapított. Testhossza átlagosan 12-20 centiméter, legfeljebb 32 centiméterig. Testtömege legfeljebb 120 gramm. A testmagasság a teljes hossz egynegyede. Nagy, kerekded pikkelyei vannak. Felső állkapcsa erős középső bemetszéssel; az alsó állkapocs a szem hátulsó szegélyéig ér. Az ekecsont fogazott. Több mint 90 (átlagosan 122) gyenge, vékony kopoltyútüskéje van. Hátoldala zöldesen vagy kékesen csillogó, oldalai és a hasoldal ezüstszínű.

## Életmódja
Egyaránt megél a sós-, édes- és brakkvízben is. Rajokban él és vándorló életmódot folytat. A kaszpi-tengeri kis hering gerinctelen állatokkal és apró halakkal táplálkozik.
Legfeljebb 7 évig él.

## Szaporodása
A kaszpi-tengeri kis hering anadrom vándorhal (a tengerből az édesvízbe vonul ívni). A 2-3 éves korukra ivaréretté vált halak a Kaszpi-tenger északi felén, a nagy folyók torkolata előtt gyülekeznek, és április–június között 2-3 méteres mélységben ívnak. Az ikrák száma 400 000–700 000, az ivadék 2-3 nap alatt kel ki.

## Felhasználása
Ezt a halfajt ipari mértékben halásszák.